# Dietmar Jung
Dietmar Jung (* 31. Januar 1957 in Mügeln; † 27. Dezember 2005 in Hoyerswerda) war ein deutscher Politiker (PDS). Er war von 2004 bis zu seinem Tod Mitglied des Sächsischen Landtags.

## Leben
Jung absolvierte die Polytechnische Oberschule in der DDR und anschließend von 1973 bis 1975 eine Berufsausbildung zum Schlosser. Danach leistete er bis 1978 bei der NVA den Militärdienst ab und arbeitete bis 1982 als Schlosser in Cottbus. Danach besuchte er von 1982 bis 1983 die Bezirksparteischule Cottbus und war bis 1986 FDJ-Sekretär. Danach war er bis 1989 Sekretär der SED, ebenfalls in Cottbus. Nach der Wende war er 1992 arbeitslos, während dieser Zeit absolvierte er eine Reihe von Arbeitsbeschaffungsmaßnahmen (ABM). Ab 1992 war er bis 1999 Mitarbeiter des Landtagsabgeordneten Sieghard Kosel. Von 2000 bis 2004 durchlief er erneut verschiedene ABM, bis er eine Anstellung in Hoyerswerda fand.

## Politik
Jung war seit 1975 Mitglied der SED und nach der Wiedervereinigung auch der PDS, für die er von 1992 bis 1994 Kreisvorsitzender in Hoyerswerda war. Von 1990 bis 1995 war er Mitglied im Kreistag von Hoyerswerda und ab 1994 saß er im Stadtrat.
Ab Oktober 2004 war Jung durch die erfolgreiche Bewerbung um das Direktmandat im Wahlkreis Hoyerswerda Mitglied des Sächsischen Landtags. Er gehörte dem Landesparlament bis zu seinem Tod am 27. Dezember 2005 an, als seine Nachfolgerin zog Kerstin Lauterbach in den Landtag ein.